# Curtisia dentata
Curtisia es un género monotípico de plantas con flores perteneciente a la familia Cornaceae. Su única especie, Curtisia dentata, es una planta nativa de África. 

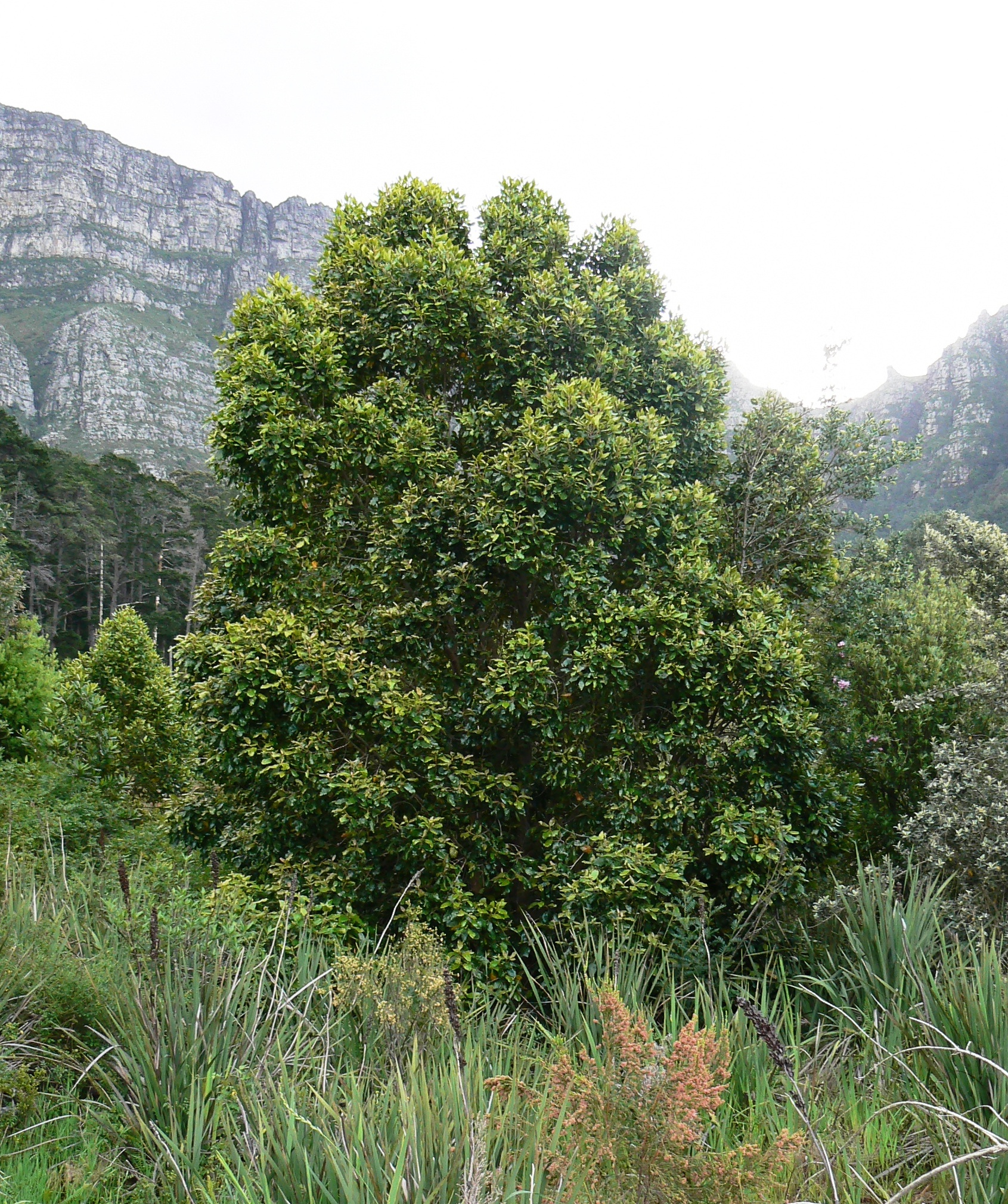
Vista del árbol

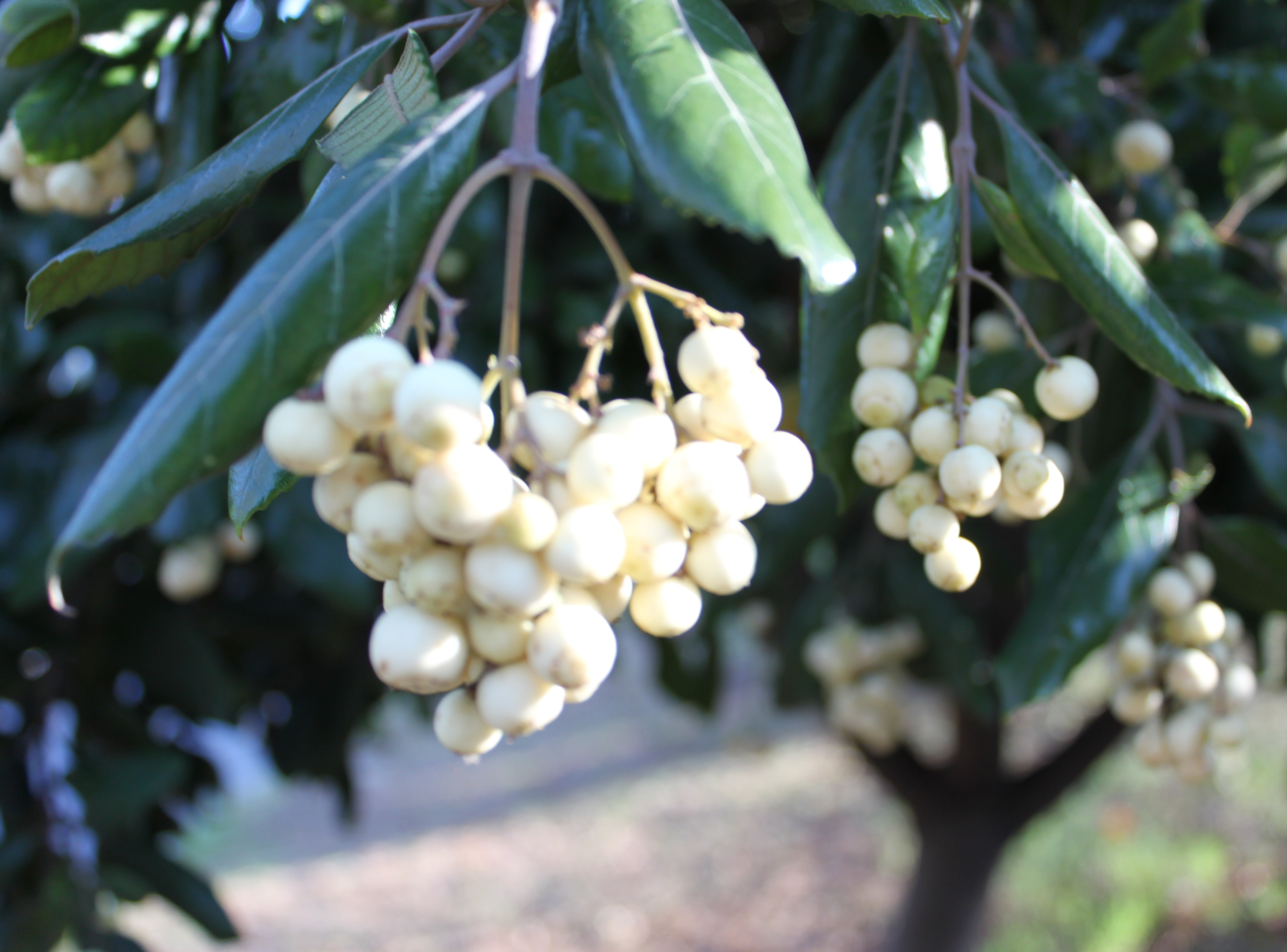
Frutos

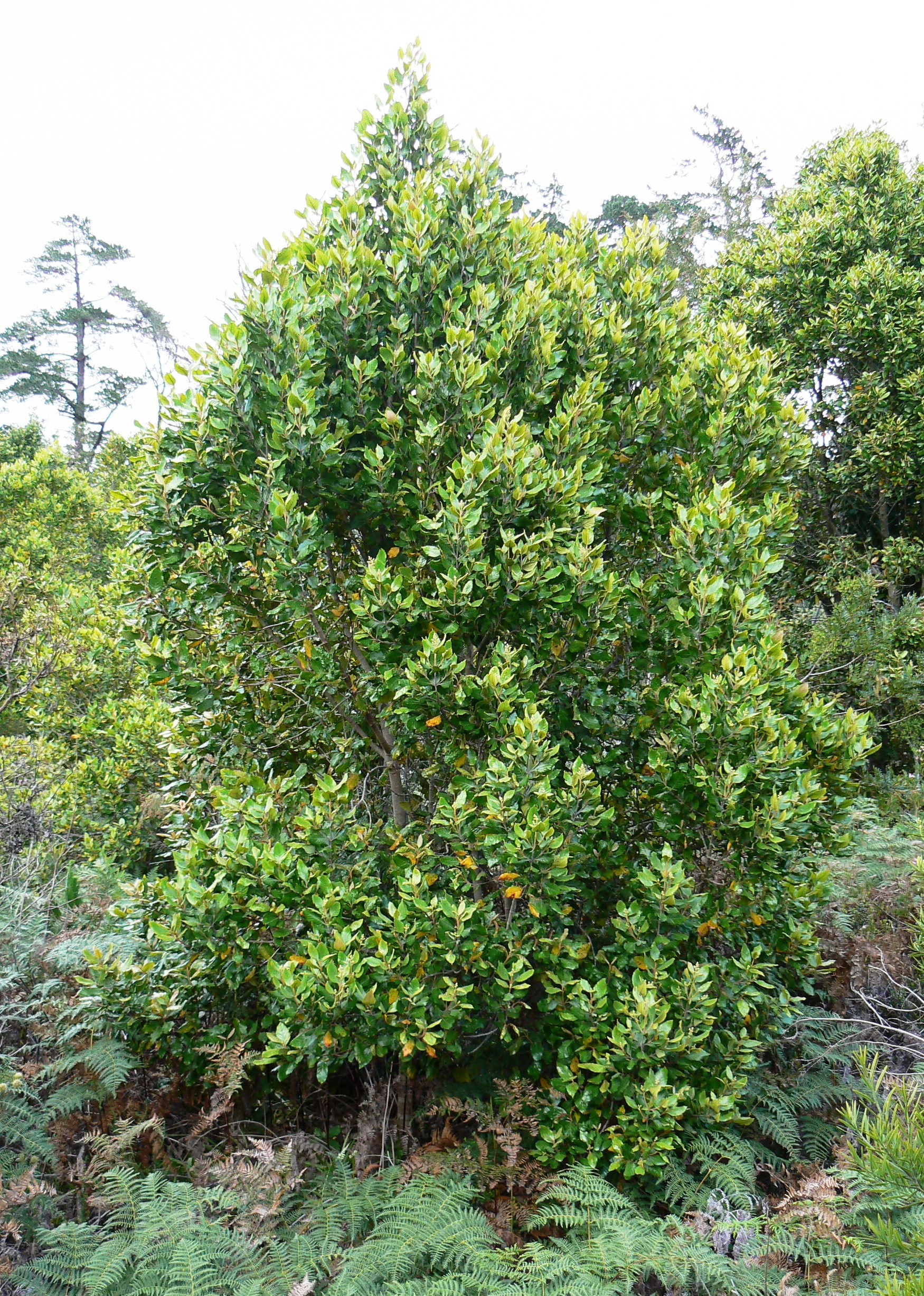
Vista del árbol

## Descripción
Es un árbol perenne que crece hasta 15 m de altura, con las hojas contrarias, dentadas de 5 a 11 cm de largo. Es inmediatamente reconocible por el fuerte contraste entre su follaje oscuro, brillante y sus  bayas de color crema blanca. Tiene un fuste limpio, con la corteza  lisa y de color gris o de color canela. Las hojas tienen puntas y bordes dentados, y están dispuestas en pares opuestos. La superficie de la hoja es de color verde brillante liso y oscuro, mientras que los tallos y ramas están cubiertas de pelo sedoso rojizo. El crecimiento muy joven también es aterciopelado al tacto y color bronce de oro. Las diminutas flores son de color crema y aterciopeladas, pero relativamente discretas. El árbol produce densos racimos de bayas pequeñas y blancas. Aparecen generalmente en invierno y son de color blanco puro (a veces teñida de rosa o rojo). Permanecen en el árbol durante mucho tiempo y pueden ser muy decorativas.

## Distribución y hábitat
Crece en los bosques de Sudáfrica y Suazilandia, que van desde el nivel del mar a 1800 metros de altitud, desde Cabo Occidental a Limpopo provincia. En la madurez crece como un árbol alto en las selvas, mientras que en las laderas de las montañas de hierba y el matorral costero sigue siendo pequeñas y tupidas.

## Propiedades
La corteza es de gran demanda para la medicina tradicional, y se utiliza para tratar las dolencias de estómago, diarrea y como un purificador de la sangre y afrodisíaco. Sólo se utiliza en mezclas especiales, ya que ahora es demasiado escasa para ser utilizado en la mayoría de las mezclas.

## Taxonomía
Curtisia dentata fue descrito por (Burm.f.) C.A.Sm.  y publicado en Journal of the South African Forestry Association 20: 34 50. 1951.
Etimología
Curtisia: nombre genérico otorgado en honor del botánico William Curtis (1746-1799), fundador de la revista Botanical Magazine. 
dentata: epíteto latino que significa "dentada".
Sinonimia
- Curtisia fagifolia Salisb.
- Curtisia faginea Aiton
- Junghansia faginea (Aiton) J.F.Gmel.
- Relhamia faginea (Aiton) J.F.Gmel.
- Sideroxylon dentatum Burm.f.[3][4]